# سيمو الكناوي
 محمد منير (مواليد 28 أكتوبر 1988، سلا) والمعروف فنيا بسيمو الكناوي (Gnawi) هو مغني راب مغربي وكاتب كلمات راب، معروف بأغانيه التي يتطرق فيها للقضايا الاجتماعية، وجرأته في تناول المواضيع السياسية.

## مسيرته
وُلِدَ لكناوي بأحد الأحياء الشعبية (حي الانبعاث) بمدينة سلا في 28 أكتوبر 1988، وسبب تلقيب نفسه ب«الكناوي» جاء من خلال تأثره بإيقاع موسيقى غناوة منذ صغره.
مرّ لكناوي بعدد من المهن، فقد سبق له أن كان جنديا في الجيش سنة 2007، قبل أن يتم تسريحه بتاريخ 8 يوليوز 2015.
بدأ الراب سنة 2001 مع الجيل الأول من هذا الفن، أمثال «عود الليل» و«كامهدي» و«كابريس» وغيرهم. واشتغل مع المغني كاب دو (kap 2) في مجموعة اسمها (آرمي سلا) في عدد من الأعمال.
سنة 2011، بدأ الجمهور المغربي يتعرف عليه، مع انتشار وسائل التواصل الاجتماعي. وفي سنة 2015، سيقوم بإنشاء قناته الخاصة على يوتيوب.

### أغنية عاش الشعب
بتاريخ 29 أكتوبر 2019، أصدر كل من لكناوي ولزعر وولد الكرية أغنية مشتركة بعنوان «عاش الشعب»، تنتقد الوضع الاجتماعي والسياسي في المغرب من فقر وبطالة ومخدرات، وتدعو إلى العدالة الاجتماعية.
تصدرت الأغنية «الترند» المغربي على يوتيوب، وقد اختار كل مغنٍ أن يركز في الأغنية على شق معين، فـ «لزعر» ركز على معاناة عدة طبقات اجتماعية في المغرب، بينما ركز لكناوي على تجربته الخاصة مع الفقر، فيما أرسل ولد لكرية نقداً صارماً للسلطة.
وقد تباينت المواقف تجاة الأغنية، حيث خلقت انقساماً بين مستخدمي وسائل التواصل الاجتماعي، خاصةً حول جزئها الثالث الذي احتوى على كلمات تناولت الملك شخصيا. ففي الوقت الذي يجمع فيه كثيرون على تردي الأوضاع الاجتماعية، فإن الهجوم المباشر على المؤسسة الملكية خلق انتقاداتٍ للأغنية، ما حدا بعدة مواقع وصفحات للتحفظ عن مشاركة رابطها.
فقد انتقد مدير نشر جريدة الأحداث المغربية، المختار الغزيوي، الفرقة التي أطلقت الأغنية. وقال عبر فيسبوك: «إذا التقى أحد أنصار الراب، مع أحد أعضاء هذه المجموعة الغنائية الثلاثة، سيخاف على هاتفه المحمول الذي يكتب به عاش الشعب، وعلى عدد من الأمور الأخرى (في إشارة إلى إمكانية تعرضه للسرقة)».

### اعتقاله
قامت مصالح الأمن بسلا باعتقاله صباح الجمعة 1 نوفمبر 2019، ونفى المصدر الأمني ارتباط الاعتقال بأغنية «عاش الشعب»، موضحا أنّ محمد منير الملقب ب«الكناوي»، كان موضوع مذكرة بحث منذ 24 أكتوبر 2019، وأنّ الاعتقال جاء للتحقيق معه بشأن فيديو بثه مباشرة على مواقع التواصل الاجتماعي، قام فيه بسب وقذف موظفين عموميين أثناء مزاولة مهامهم والإهانة والقذف في حق هيئة منظمة، بعدما تعرض، حسب روايته، إلى اعتداء عندما كان في حالة سكر.

ولم يتم استفساره - أثناء التحقيق - حول مشاركته في تأدية أغنية «عاش الشعب».
يوم 25 نوفمبر 2019، قضت المحكمة الابتدائية بسلا بالحبس النافذ في حق لكناوي لمدة سنة، و1000 درهم غرامة، ودرهم رمزي للإدارة العامة للأمن الوطني.

### أعماله
- مافيوزي: 2012
- سيد القاضي: 2013
- الدنيا تفوت: 2015
- شتي الذيب: 2017
- الوصية: 2017
- الدنيا بالمال، مع «كاب دو»: 2017
- مغربي: 2018
- كون كان، مع «دي جي جيمي»: 2018
- مقاطعون: 2018
- يحن يحن، مع «كاب دو»: 2018
- فتحوا الأبواب: 2018
- التحرش: 2018
- الوالدين: 2019، حكى فيا تجربة فقدانه لوالديه
- سقسي العاشقين: 2019
- وريني منين ندوز: 2019
- العشرة، مع «مول المايك»: 2019
- وسط البحر: 2019
- ضياف الدنيا: 2019
- ولاد عتيقة: 2019
- فيق، مع «كاب دو»: 2019
- عاش الشعب، مع «ولد الكرية» و«لزعر»: 2019
- حشايشي: 2019